# Předvěst

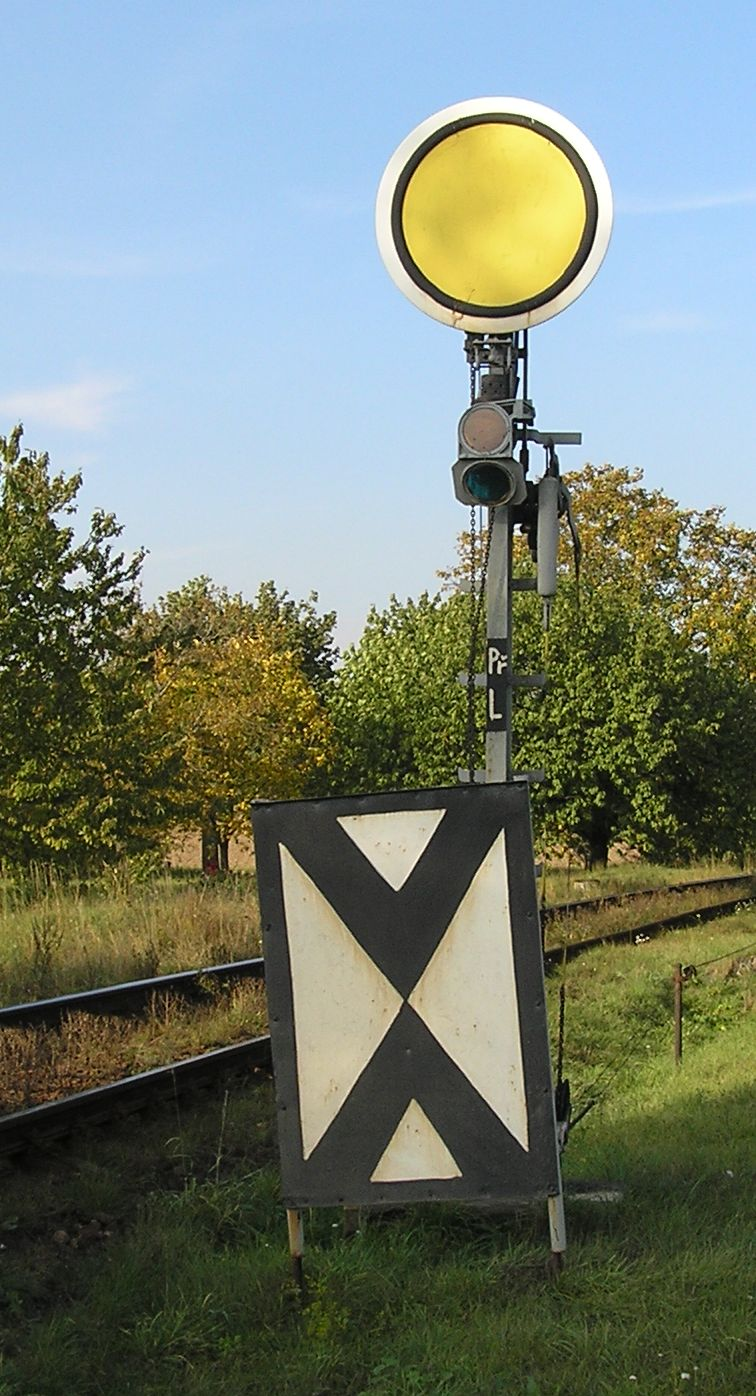
Samostatná mechanická předvěst v poloze výstraha před dopravnou s kolejovým rozvětvením. Na fotografile předvěst „Př L“ stanice Bohuslavice nad Metují ve směru od Opočna pod Orlickými horami.

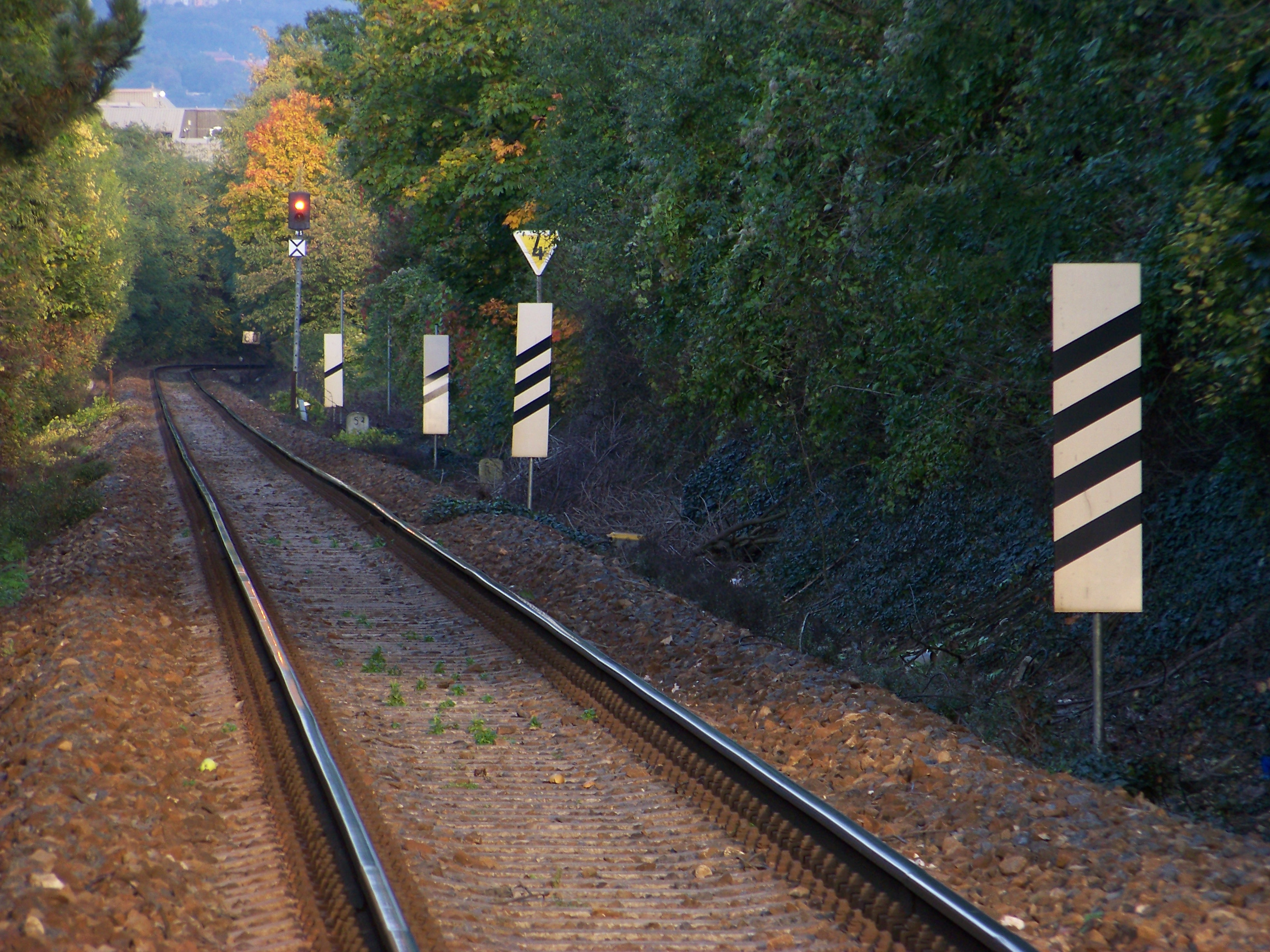
Samostatná světelná předvěst s upozorňovadly před stanicí Praha-Dejvice.

Předvěst je návěstidlo, které dává strojvedoucímu nebo řidiči informaci o návěsti následujícího návěstidla tak, aby nedošlo k nerespektování návěsti z fyzikálních důvodů – brzdná dráha je delší, než viditelnost návěstidla, nebo naopak, aby strojvedoucí nebo řidič nemusel zbytečně snižovat rychlost, lze-li očekávat volnou jízdu. Sama o sobě jízdu neomezuje.
Někdy je pod vlivem podobného slova nazývaná jako předzvěst, ale v takové podobě není označení návěstidla v právních a technických předpisech používáno.

## Předvěst na železnici
Na železničních tratích provozovaných Správou železnic se vyskytují dva druhy předvěstí - samostatné a samostatné opakovací.
Samostatná předvěst je návěstidlo, které informuje o návěsti následujícího hlavního návěstidla. Umisťuje se na zábrzdnou vzdálenost před příslušné návěstidlo. V případě automatického bloku, ve stanicích a jinde, kde jsou vzdálenosti mezi návěstidly úměrné zábrzdné vzdálenosti, se samostatné předvěsti nepoužívají – hlavní návěstidlo v poloze dovolující jízdu vlaku zároveň předvěstí polohu následujícího hlavního návěstidla.
Samostatné předvěsti se používají v podobě mechanických i světelných návěstidel.
- Mechanickou předvěst tvoří na stožáru umístěný žlutý terč s bílým okrajem, který je pro návěst volno položen vodorovně (není prakticky vidět, pod ním bývá viditelný černý čtverec se zeleným kruhem) a pro návěst výstraha (předvěstí návěst stůj) je sklopen svisle. V noci je tato návěst doplněna zeleným, resp. žlutým světlem. Některé předvěsti měly i svislé červeno-bílé rameno. Pokud byl žlutý terč svisle a toto rameno ve sklonu 45°, znamenala tato návěst očekávejte vjezd odbočkou.

Před druhou světovou válkou používaly ČSD předvěsti se zelenou, bíle orámovanou čtvercovou deskou. Noční návěst výstraha byla tvořena zeleným světlem, volno bílým světlem.
- Světelná předvěst používá stejně jako mechanická zelené a žluté světlo. Proti ní je rozšířen počet přenášených návěstí - rychle nebo pomalu kmitající žluté nebo zelené světlo předvěstí omezení rychlosti na 40, 60, 80 nebo 100 km/h.

Předvěsti jsou označeny předvěstními upozorňovadly - v případě, že následuje dopravna s kolejovým rozvětvením, je na upozorňovadle znak X, nebo černobílý terč, pokud funkci předvěsti plní hlavní návěstidlo předchozí dopravny. U dopraven bez kolejového rozvětvení je na předvěstním upozorňovadle znak +. Na blížící se předvěst upozorňují tři nebo čtyři vzdálenostní upozorňovadla – bílé desky s černými šikmými (pro X) nebo vodorovnými (pro +) pruhy. Tam, kde to technické podmínky a hustota provozu dovolují, se z úsporných důvodů nahrazují předvěsti tabulkou s křížem, která má stejný význam, jako předvěst v poloze výstraha.

Výstraha
Volno

Samostatná opakovací předvěst je nepřenosné návěstidlo, které opakuje návěsti samostatné předvěsti, resp. návěsti vyjádřené horním světlem předchozího hlavního návěstidla. Před následující hlavní návěstidlo se umísťuje na nedostatečnou zábrzdnou vzdálenost. 
Samostatné opakovací předvěsti jsou vždy světelná návěstidla. Označeny jsou černým označovacím štítkem s bílým nápisem OPřXX, kde XX je označení následujícího hlavního návěstidla, jehož návěst opakovaně předvěstí. Mají tři návěstní svítilny (zelenou, žlutou a navíc bílou, pro vyjádření opakování) a pro vyšší rychlosti mohou být doplněny i indikátorem.

Základní návěstí samostatné opakovací předvěsti je Opakování návěsti výstraha (bílé a nad ním žluté světlo). Dalšími návěstmi pak jsou Opakování návěsti volno (bílé a nad ním zelené světlo) a Opakování návěsti očekávej rychlost 40 km/h (případně 60, 80, 100, 120).

## Předvěst na tramvajových a trolejbusových drahách

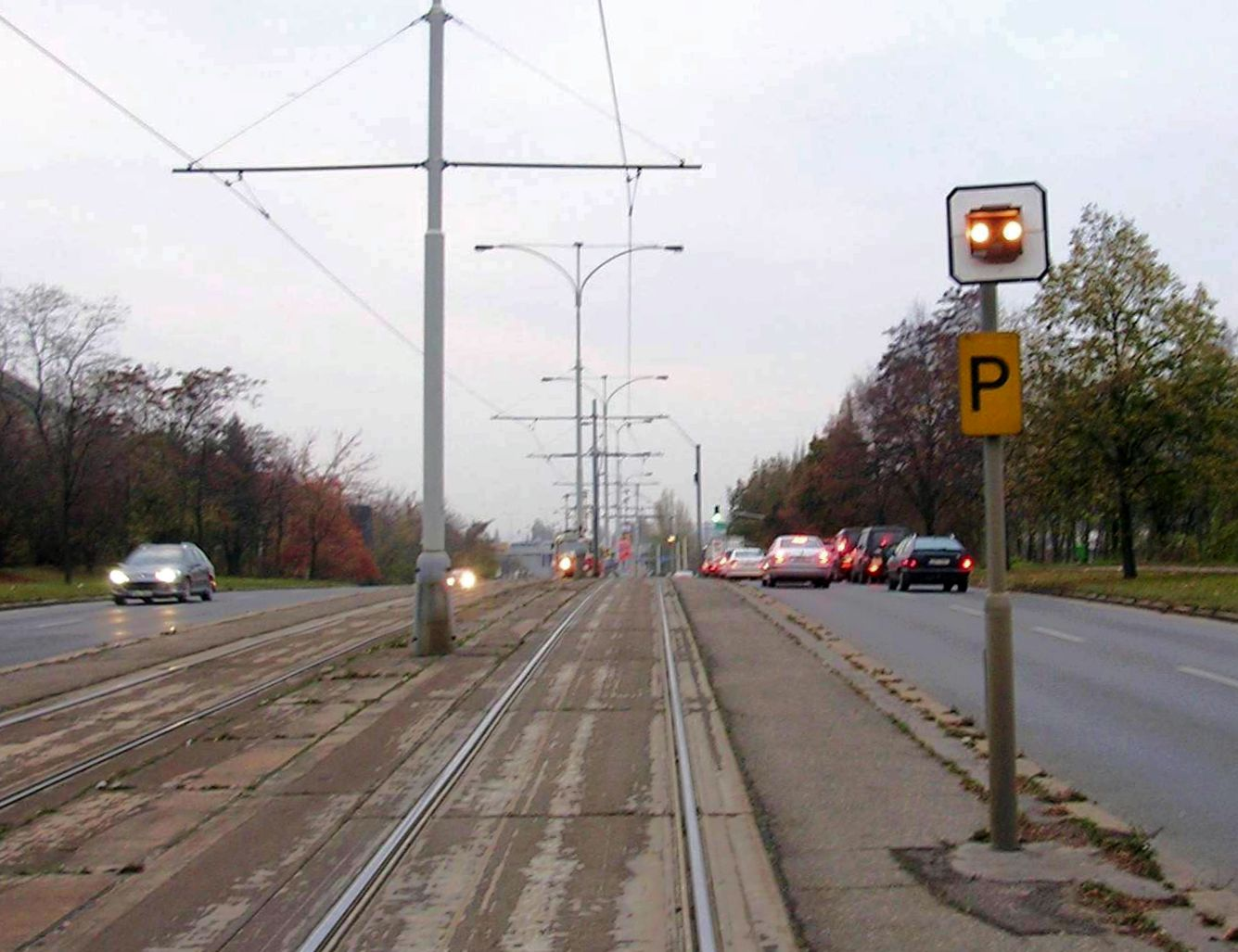
Tramvajová předvěst se signálem Očekávej stůj. V Praze mezi Dvorci a Braníkem.

Na tramvajových, případně trolejbusových drahách se jako předvěst používá světelné návěstidlo obdobné čtyřsvětlovému návěstidlu dávajícímu světelné signály pro tramvaje podle pravidel silničního provozu, které je však doplněno žlutou bíle orámovanou tabulkou s písmenem P. Signál „Očekávej stůj“ je obdobný signálu „Stůj“, signál „Očekávej volno“ je obdobný signálu „Jízda přímo“.
Funkci obdobnou předvěsti má ještě výzvové návěstidlo. Bývá umístěno pod zobrazovačem světelných signálů pro tramvaje a zobrazuje, do kterých směrů je v řadiči registrován požadavek na signál umožňující jízdu. Blikání signálního znaku předem upozorňuje na blížící se signál umožňující jízdu do příslušného směru, obdobně jako současné červené a žluté světlo tříbarevné signální soustavy pro silniční vozidla.